# Warhammer (groupe)
Pour les articles homonymes, voir Warhammer.
Warhammer est un groupe allemand de heavy metal, originaire de Castrop-Rauxel, en Rhénanie-du-Nord-Westphalie.

## Histoire
Le groupe est formé en 1994, et est une sorte d'hommage au groupe suisse dissous Hellhammer ; l'idée de former le groupe est née après que le groupe Celtic Frost soit sorti de Hellhammer en 1984, dont le premier EP Morbid Tales avait déçu Frank « Necros II » Krynojewski. En 1996 suit la première démo Towards the Chapter of Chaos, ce qui permet au groupe de signer un contrat avec Voices Productions ; c'est là que sort le premier album The Winter of Our Discontent en 1997. Sur cet album participe Frank Krynojewski (guitare électrique, basse), le chanteur Volker Frerich et le batteur Rolf Meyn. Deathchrist est l'album suivant, sorti en 1999 sur Grind Syndicate Media, un sous-label de Nuclear Blast. Sur cet album, le guitariste Rainer Filipiak était un nouveau membre. Le troisième album, The Doom Messiah, sort en 2000 sur le même label. Le quatrième album, Curse of the Absolute Eclipse, sort en 2002 sur Nuclear Blast. Le groupe était composé de Krynojewski (guitare électrique, basse électrique), du chanteur Frerich et du batteur Jens Küchental, qui avait remplacé Meyn. Le groupe se sépare en 2001, avant de se reformer en 2006. 
En 2009, l'album No Beast So Fierce... sort en auto-édition, avant d'être réédité en 2010 par High Roller Records. En mars 2021, Volker Frerich décède d'une insuffisance cardiaque à l'âge de 51 ans.

## Style musical
Le style musical du groupe s'inspire fortement de celui de  Hellhammer. Frank Krynojewsksi explique que le groupe utilisait pour les guitares des appareils d'effets rares datant des années 1970 afin de reproduire le son de Hellhammer qui, selon Martin Eric Ain († 2017), aurait été créé un peu par hasard. Krynojewsksi s'élève contre les accusations de plagiat de Hellhammer, ; le groupe ne fait qu'écrire « des chansons dont nous pensons qu'elles auraient pu provenir de Hellhammer s'ils avaient continué à l'époque ». 
Avec The Doom Messiah , le groupe a « [finalement] atteint le point où nous pouvons rivaliser avec Hellhammer. J'ai sué sang et eau pendant l'enregistrement du nouvel opus, car les choses étaient tout sauf faciles à jouer. Si les gens pensent qu'ils savent exactement ce qu'ils peuvent attendre de nous à l'avenir, ils se trompent. Car c'est maintenant que commence le développement ». Malgré la forte influence de Hellhammer, The Doom Messiah rappelle également à Patrick Schmidt de Legacy le premier album de Slayer, Show No Mercy, en raison de son tempo élevé.

## Discographie
- 1997 : Towards the Chapter of Chaos (démo)
- 1998 : The Winter of Our Discontent (album, Voices Productions)
- 1999 : Deathchrist (album, Grind Syndicate Media)
- 2000 : The Doom Messiah (album, Grind Syndicate Media)
- 2001 : Apocalypse Unleashed (single, Black Goat Productions)
- 2002 : Curse of the Absolute Eclipse (album, Nuclear Blast)
- 2003 : Towards the Chapter of Chaos (compilation, Grind Syndicate Media)
- 2007 : Live Massacre 2006 (DVD)
- 2009 : No Beast So Fierce… (album)
- 2010 : Coffins / Warhammer (split avec Coffins, Break the Chains Records)
- 2012 : Apokalyptic War (split avec Apokalyptic Raids)